# ブラッスリー

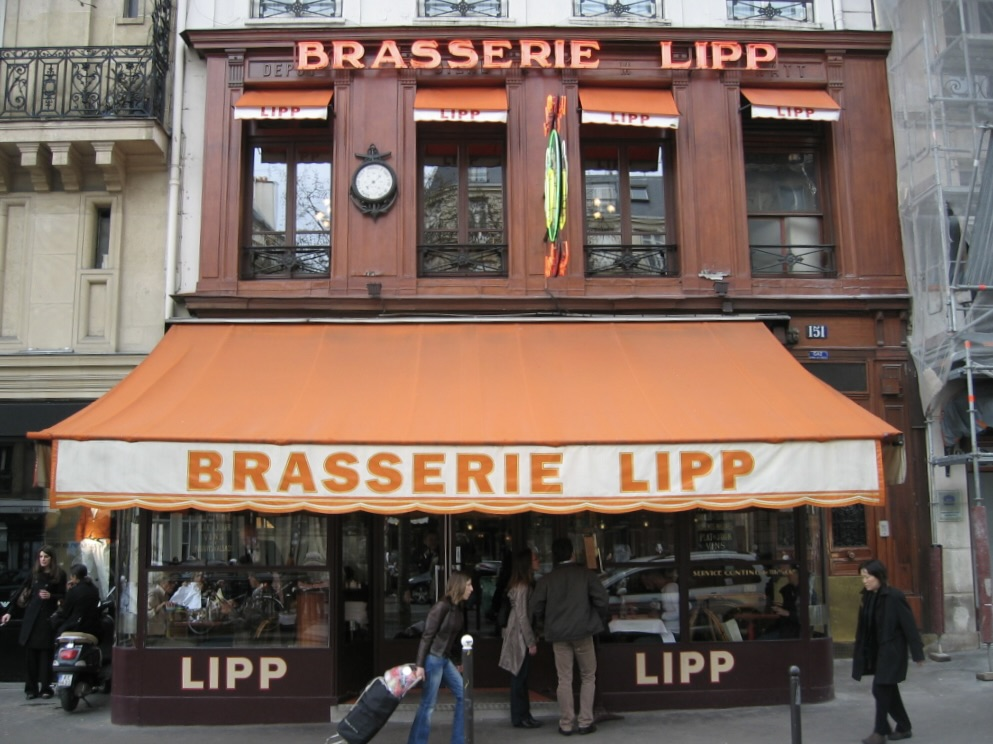
パリにあるブラッスリー、リップ

ブラッスリー（仏: brasserie）とはフランスにおける飲食店の業態、種別で、本来の意味ではビアホールのように酒と食事を提供する店をさす。1870年からの普仏戦争を契機にアルザス＝ロレーヌ地方からパリに移住した人々が始めた、ザワークラウトとビールを提供する店がその起源であり、もともとはパリ在住のドイツ人向けであった。第一次大戦までは、文人や政治家など知識層が集って議論をする場といった、フランス革命期におけるカフェと同じ役割も果たした。
brasserie という語はビール製造所の意味も持つが、本項では主にフランスの飲食店について解説する。なお、片仮名表記ではブラスリーまたはブラスリとも表記される。

## 格付け
飲食店としての格付けは曖昧で、レストランより庶民的なビストロよりもさらに手軽な店だがカフェよりは上といった見方や、カフェ・レストランと同義、などとされる。とはいえ、中には一流レストランで修行したシェフが出した店や、一流レストランの支店としてレストランに劣らない品質の食事を提供するとうたう店、さらにはあえてブラッスリーを名乗る高級レストランも存在する。居酒屋の一種「mastroquet（）」もブラッスリーと同義である。語源やニュアンスの違いはあるものの、明確な定義としての分類はできない。

## 語源
語源は同スペルの「ビール製造所」であるが、これの元は古フランス語の brais（挽いた大麦）という説と、 brasser（モルトと水を混ぜる）という説がある。いずれにしても19世紀中頃までは「ビール醸造所」をのみ意味していたが、その後は「ビールを提供する店」をも指すようになった。この遷移は1880年代のことと言う。
なお、ビール製造所としてのこの単語の英語圏における初出は1864年である。

## ブラッスリーの例
本節ではブラッスリーを名乗る、もしくはブラッスリーとされる店を例示する。
- リップ - 起源は1880年に遡るパリの老舗である。文学賞を主宰する等、文化的な活動もしている[1]。
- ラ・クーポール - 1927年創業の有名店でピカソ、フジタらも顧客に。パリ[10]。
- ブラッスリー・ジョルジュ - 1836年創業のリヨンの老舗ブラッスリー。
- ポール・ボキューズ - 日本においてレストランだけでなくブラッスリーも展開している[5]。